# آندریاس سپی
آندریاس سپی (به ایتالیایی: Andreas Seppi) (زاده ۲۱ فوریهٔ ۱۹۸۴ - بولزانو) تنیس‌باز اهل کشور ایتالیا است.
سپی در مسابقات بین‌المللی مهمی شرکت کرده است که می‌توان به صعود وی به مرحله یک چهارم نهایی مسابقات تنیس آزاد آمریکا و مسابقات تنیس آزاد استرالیا در بخش دونفره اشاره کرد، بهترین رتبه وی در رتبه‌بندی جهانی تنیس ۱۸ (۲۸ ژانویه ۲۰۱۳) بوده است.